# 양소민
양소민(1977년 9월 12일~)은 대한민국의 배우이다.

## 학력
- 서울구룡초등학교
- 가락중학교
- 영동여자고등학교
- 서울예술대학 연극과

## 출연작

### 드라마
- 《여자 대 여자》 (1999년, MBC)
- 《최강칠우》 (2008년, KBS2) - 민회빈 강씨 역
- 《하얀 거짓말》 (2008년, MBC)
- 《경숙이 경숙아버지》 (2009년, KBS2) - 은비 모 역
- 《워킹 맘 육아 대디》 (2016년, MBC)
- 《조선로코 - 녹두전》 (2019년, KBS2) - 안정숙 역
- 《검사내전》 (2019년, JTBC) - 고민정 역
- 《청춘기록》 (2020년, tvN) - 헤어샵 원장 역
- 《속아도 꿈결》 (2021년, KBS1) - 기유영 역
- 《드라마 스테이지 - 대리인간》 (2021년, tvN) - 담당자 역
- 《보이스 4》 (2021년, tvN) - 옥채영 역
- 《돼지의 왕》 (2022년, TVING) - 신경정신과 의사 역 (특별출연)
- 《형사록 2》 (2023년, Disney+) - 함지선 역
- 《플레이, 플리》 (2023년, TVING) - '검은 고양이'의 사장 역
- 《페이스 미》 (2024년, KBS2) - 윤서희 역

### 영화
- 《반칙왕》(2000년) - 미스 리 역
- 《신혼여행》(2000년) - 김선희 역
- 《그녀에게 잠들다》(2001년) - 수빈 동생 역
- 《채비》(2017년) - 젊은 애순 역
- 《나의 특별한 형제》(2019년) - 한 변호사 역
- 《나를 구하지 마세요》(2020년) - 나희 역
- 《돌멩이》(2020년) - 여의사 역

### 광고
- 정관장
- 에스티로더
- 풀무원
- 현대자동차그룹

### 뮤직비디오
- 1997년 더더 - 내게 다시
- 2007년 박혜경 - 장미

## 음반
- 《Alone With Flower》(2004년)
- 《뮤지컬 아가사 OST》(2014년, OST)